# 国見トンネル (鹿児島県)

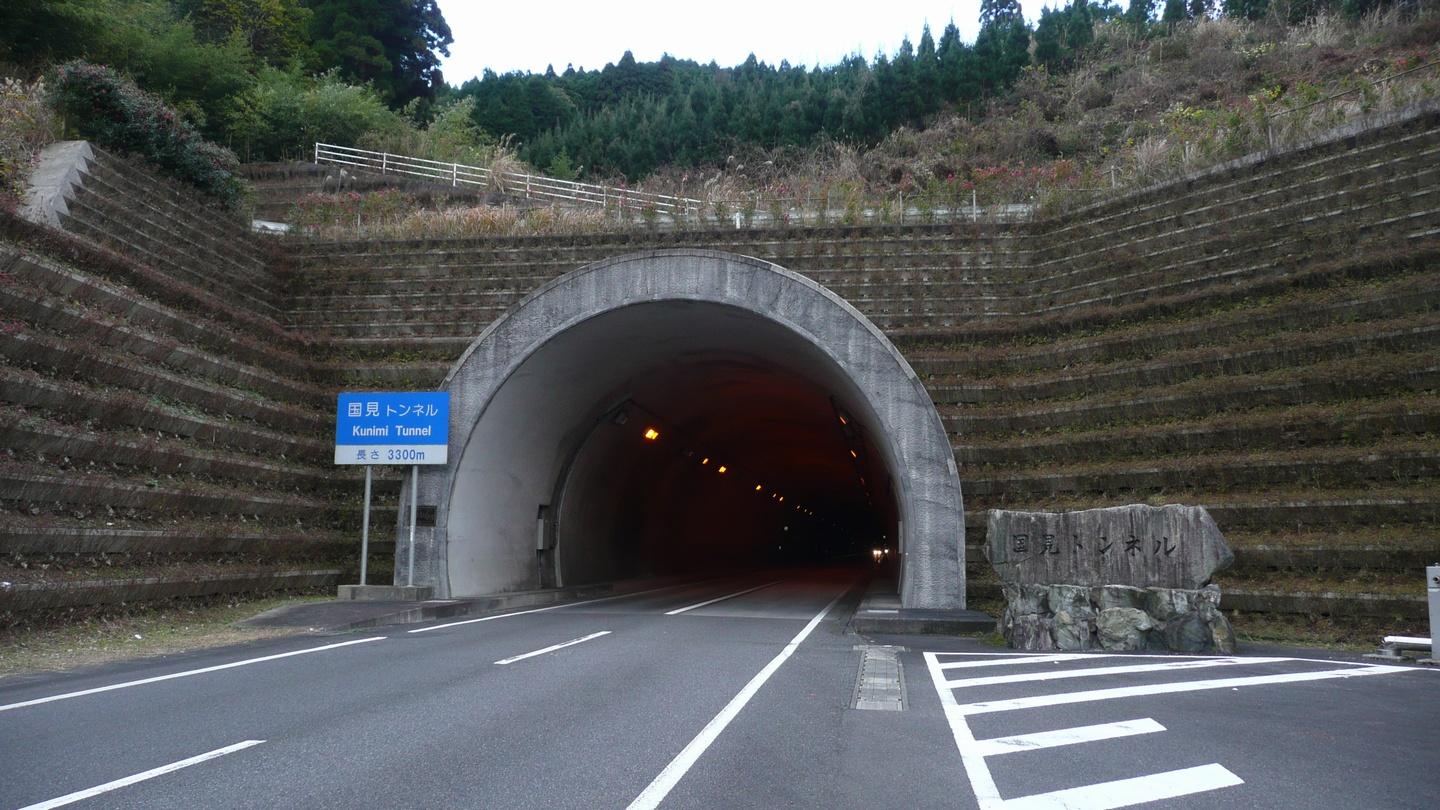
旧高山町側坑口

国見トンネル（くにみトンネル）は、鹿児島県肝属郡肝付町内を通り、肝属山地（国見山系）を貫く鹿児島県道561号神之川内之浦線の道路トンネルである。全長3,300 m。2002年12月18日15時に、当時の高山町と内之浦町間を結ぶトンネルとして開通した。1日あたりの交通量は2,990台（2010年）である。

## 概要
1986年よりトンネル建設運動を続け、1996年12月に建設省（現在の国土交通省）の「交流ふれあいトンネル・橋梁整備事業」に選定されたことで建設が決定される。1998年3月30日に国見山頂で起工式を開催し、2000年3月29日に貫通した。開通直前の2002年12月15日（日曜日）には国見トンネル内でウォーキング大会が、内之浦町側の入口では特産品の即売やフリーマーケットが開催され、約3千人の人出で賑わった。
国見トンネルの開通以前は内之浦町 - 鹿屋市間は海沿いの国道448号経由で36 km掛かっていたが、トンネル開通により距離は27 kmに、所要時間は20分短縮され35分となった。その一方で、買い物客が旧内之浦町の中心商店街から鹿屋市や旧高山町へ流出するストロー効果も発生した。